# La Bigottière
La Bigottière är en kommun i departementet Mayenne i regionen Pays de la Loire i nordvästra Frankrike. Kommunen ligger i kantonen Chailland som tillhör arrondissementet Laval. År 2022 hade La Bigottière 490 invånare.

## Befolkningsutveckling
Antalet invånare i kommunen La Bigottière
| Referens: INSEE |